# Ковальське-Блота
Ковальське-Блота (пол. Kowalskie Błota) — село в Польщі, у гміні Цекцин Тухольського повіту Куявсько-Поморського воєводства.
У 1975-1998 роках село належало до Бидгощського воєводства.